# العلاقات الجزائرية الإسبانية
العلاقات الجزائرية الإسبانية هي العلاقات الثنائية التي تجمع بين الجزائر وإسبانيا.

## مقارنة بين البلدين
هذه مقارنة عامة ومرجعية للدولتين:
| وجه المقارنة                                              | الجزائر                      | إسبانيا                                                                             |
| --------------------------------------------------------- | ---------------------------- | ----------------------------------------------------------------------------------- |
| المساحة (كم2)                                             | 2.38 مليون                   | 505.99 ألف                                                                          |
| عدد السكان (نسمة)                                         | 38.81 مليون                  | 46.73 مليون                                                                         |
| الكثافة السكانية (ن./كم²)                                 | 16.31                        | 92.35                                                                               |
| العاصمة                                                   | الجزائر                      | مدريد                                                                               |
| اللغة الرسمية                                             | اللغة العربية، لغات أمازيغية | اللغة الإسبانية، اللغة الغاليسية، لغة بشكنشية، اللغة الكتالونية، اللغة الأوكسيتانية |
| العملة                                                    | دينار جزائري                 | يورو، بيزيتا إسبانية                                                                |
| الناتج المحلي الإجمالي (بليون دولار)                      | 170.37 مليار                 | 1.31 تريليون                                                                        |
| الناتج المحلي الإجمالي (تعادل القوة الشرائية) بليون دولار | 582.63 مليار                 | 1.77 تريليون                                                                        |
| الناتج المحلي الإجمالي الاسمي للفرد دولار أمريكي          | 4.21 ألف                     | 28.16 ألف                                                                           |
| الناتج المحلي الإجمالي للفرد دولار أمريكي                 | 14.19 ألف                    | 38.00 ألف                                                                           |
| مؤشر التنمية البشرية                                      | 0.745                        | 0.876                                                                               |
| رمز المكالمات الدولي                                      | +213                         | +34                                                                                 |
| رمز الإنترنت                                              | .dz                          | .es                                                                                 |
| المنطقة الزمنية                                           | ت ع م+01:00                  | ت ع م+01:00، ت ع م+02:00                                                            |

## مدن متوأمة
في ما يلي قائمة باتفاقيات التوأمة بين مدن جزائرية وإسبانية:
- ترتبط عين البيضاء مع فيغيراس باتفاقية توأمة.
- ترتبط وهران مع ألمرية باتفاقية توأمة.
- ترتبط تندوف مع خيخون باتفاقية توأمة.
- ترتبط دائرة بوجادور [الإنجليزية]‏ مع سان سيباستيان باتفاقية توأمة.
- ترتبط الجزائر مع برشلونة باتفاقية توأمة منذ 1998.
- ترتبط تلمسان مع غرناطة باتفاقية توأمة.

## منظمات دولية مشتركة
يشترك البلدان في عضوية مجموعة من المنظمات الدولية، منها:
| علم المنظمة | اسم المنظمة                               | تاريخ انضمام الجزائر | تاريخ انضمام إسبانيا |
| ----------- | ----------------------------------------- | -------------------- | -------------------- |
|             | مؤسسة التنمية الدولية                     | 26 سبتمبر 1963       | 18 أكتوبر 1960       |
|             | يونسكو                                    | 15 أكتوبر 1962       | 30 يناير 1953        |
|             | وكالة ضمان الاستثمار متعدد الأطراف        | 4 يونيو 1996         | 29 أبريل 1988        |
|             | الأمم المتحدة                             | 8 أكتوبر 1962        | 14 ديسمبر 1955       |
|             | الفريق المعني برصد الأرض                  | 2005                 | ?                    |
|             | الاتحاد البريدي العالمي                   | ?                    | ?                    |
|             | البنك الدولي للإنشاء والتعمير             | 26 سبتمبر 1963       | 15 سبتمبر 1958       |
|             | المنظمة الهيدروغرافية الدولية             | ?                    | ?                    |
|             | الاتحاد الدولي للاتصالات                  | 3 مايو 1963          | 1866                 |
|             | منظمة حظر الأسلحة الكيميائية              | ?                    | ?                    |
|             | مؤسسة التمويل الدولية                     | 23 سبتمبر 1990       | 24 مارس 1960         |
|             | المركز الدولي لتسوية المنازعات الاستشارية | 22 مارس 1996         | 17 سبتمبر 1994       |
|             | منظمة التجارة العالمية                    | ?                    | ?                    |
|             | منظمة الشرطة الجنائية الدولية             | ?                    | ?                    |
|             | البنك الإفريقي للتنمية                    | ?                    | ?                    |

## أعلام
هذه قائمة لبعض الشخصيات التي تربطها علاقات بالبلدين:
- أليخاندرو عجاج (18 سبتمبر 1970 – )
- إنزو فرنانديز (لاعب كرة قدم فرنسي، 24 مارس 1995[21] – )
- جوليان لوبيز (لاعب كرة قدم جزائري، 1 مارس 1992[22] – )
- سي قدور بن غبريط (1 نوفمبر 1868[23][24] – 24 يونيو 1954[23][24])
- عدلان قديورة (لاعب كرة قدم جزائري، 12 نوفمبر 1985[25] – )
- وسيلة تمزالي (كاتبة جزائرية، 10 يوليو 1941 – )
- يوري بيرتشيتشي (لاعب كرة قدم إسباني، 10 فبراير 1990[26] – )

## وصلات خارجية
- موقع وزارة الخارجية الجزائرية
- موقع وزارة الخارجية الإسبانية